# Шевченко Ігор Юрійович
Ігор Юрійович Шевченко (нар. 25 грудня 1972, с. Деньги, Золотоніський район, Черкаська область) — український юрист і підприємець, голова Черкаської обласної державної адміністрації з 30 липня до 4 листопада 2019 року.

## Життєпис
У 1993 році закінчив Черкаське ПТУ № 13, до 1996 року працював кравцем-закрійником чоловічого та жіночого верхнього одягу 4-го розряду виробничо-комерційної фірми «АРС», м. Черкаси. З 1996 по 2001 рік — спеціаліст з кадрової роботи виробничо-комерційної фірми «АРС», м. Черкаси.
З 2001 року працював приватним підприємцем у сфері вантажних перевезень. Фізична особа-підприємець.
Володіє ТОВ «Легкий експорт плюс» (Україна), яке виробляє м'ясо птиці, та ПП «Гермес - Шевченко Ігор» (Італія).
Закінчив Чорноморське вище військово-морське училище ім. Нахімова, Черкаський комерційний технікум (спеціальність «Правознавство»). У 2014 році закінчив Національний університет «Одеська юридична академія» (спеціальність «Правознавство»).
Вільно володіє італійською мовою.